# Battaglia dello Jutland
La battaglia dello Jutland (in tedesco Skagerrakschlacht, in inglese Battle of Jutland) fu il più grande scontro navale della prima guerra mondiale in termini di naviglio impiegato: ebbe luogo fra il 31 maggio e il 1º giugno 1916 nelle acque del Mare del Nord, e vide scontrarsi le principali flotte da guerra operative nel corso del conflitto; la Royal Navy britannica e la Kaiserliche Marine tedesca.

## Premesse
La flotta britannica era la prima al mondo e non temeva confronti, ma la Marina Imperiale germanica, sotto la guida dell'ammiraglio Alfred von Tirpitz, era divenuta una forza competitiva.
Il 23 febbraio 1916 Reinhard Scheer, l'ammiraglio in capo della Hochseeflotte presentò al Kaiser, durante un incontro presso la base navale di Wilhelmshaven, il piano strategico tedesco per rompere il blocco navale britannico e ribaltare il rapporto di forze in favore della Germania. Le forze da ricognizione tedesche, costituite principalmente dal I. Aufklärungsgruppe ("I Gruppo da ricognizione"), avrebbero dovuto compiere una sortita verso le coste inglesi per attrarre parte della Grand Fleet verso il grosso della flotta tedesca che seguiva la sortita a distanza, pronto a intervenire.
Il cancelliere tedesco Theobald von Bethmann-Hollweg cedette alle pressioni statunitensi, cresciute con l'affondamento, per opera di un sommergibile tedesco, del piroscafo Sussex il 24 marzo 1916, e ordinò, appoggiato dal Kaiser, alla flotta sottomarina di rispettare le leggi internazionali (che prescrivevano di preavvisare le navi civili e verificarne la legittimità come obiettivo). Scheer fece rientrare la flotta di sommergibili, ritenendo che non potesse operare efficacemente con questi vincoli, e pensò d'impiegarla in una grande azione contro la Grand Fleet. Il piano di Scheer si sviluppò il 24 aprile 1916, ma alcune circostanze fortuite impedirono alle forze opposte di incontrarsi in mare e il bombardamento di Yarmouth e Lowestoft non portò i risultati voluti.
Subito, Scheer elaborò un piano ancora più audace, ponendo come obiettivo un porto inglese, Sunderland posto ancora più vicino alle basi britanniche, per provocarne la reazione e isolare una parte della Grand Fleet per annientarla in battaglia. Il piano comprendeva l'impiego di tutte le risorse della marina tedesca, i sommergibili avrebbero atteso l'uscita dai porti della flotta inglese per attaccarla prima che venisse impegnata dalla Hochseeflotte, mentre la flotta di dirigibili avrebbe fornito la necessaria ricognizione aerea sui movimenti del nemico. Il piano, iniziato il 17 maggio, giorno in cui salparono i sommergibili, dovette subire diversi rinvii per problemi tecnici, ma doveva essere eseguito entro il 31 maggio, limite dell'autonomia dei sommergibili in mare.
Le notizie sull'attività della Grand Fleet in mare e l'impossibilità per i dirigibili di operare, a causa delle sfavorevoli condizioni meteorologiche, fecero abbandonare a Scheer l'audace piano originale per una sortita al largo della Norvegia senza avvicinarsi alla costa inglese. Il 30 maggio alle 15:40 dette l'ordine di eseguire il piano per il giorno seguente.
L'ammiraglio britannico Jellicoe stava preparando un piano analogo per attirare la flotta tedesca fuori da Wilhemshaven, da attuarsi per il 2 di giugno, consistente in una sortita nel golfo di Germania, condotto dalle forze da ricognizione, appoggiate a distanza da tutta la Grand Fleet. Di conseguenza la flotta britannica era pronta all'azione quando, il 30 maggio alle 17:16, l'Ammiragliato, decifrando gli ordini di Scheer, diede l'ordine di avviare le macchine per essere pronti a intercettare una sortita della flotta tedesca.
L'ammiraglio Scheer, ignorava che i comandi britannici fossero in possesso del codice segreto delle comunicazioni radio dello stato maggiore della marina, caduto nelle mani degli Alleati nell'agosto del 1914, in seguito al cannoneggiamento e cattura del piccolo incrociatore Magdeburg.
Il 30 maggio 1916, Scheer, in navigazione nelle acque dello stretto dello Skagerrak, un lungo braccio di mare tra la Danimarca e la costa meridionale della Norvegia, continuò a usare questo codice. Da parte inglese era stato istituito un ufficio di decrittazione, la Room 40, col compito di gestire questa fonte informativa. Decrittati i messaggi dell'ammiragliato tedesco, il capo della flotta inglese, l'ammiraglio John Jellicoe, ordinò a tre squadre di navi di linea di prendere il mare la sera stessa e di puntare a est alla massima velocità con l'obiettivo di inchiodare e affrontare il nemico proprio nello stretto dello Skagerrak. Dall'altra parte Scheer, a bordo della Friedrich der Große, non sospettò minimamente dell'avanzata della Grand Fleet.

## Le forze in campo
|                                    | Forze britanniche | Forze tedesche |
| ---------------------------------- | ----------------- | -------------- |
| Navi da battaglia tipo dreadnought | 28                | 16             |
| Pre-dreadnought                    | 0                 | 6              |
| Incrociatori da battaglia          | 9                 | 5              |
| Incrociatori corazzati             | 8                 | 0              |
| Incrociatori leggeri               | 26                | 11             |
| Cacciatorpediniere                 | 79                | 61             |
| Portaidrovolanti                   | 1                 | 0              |

Il vantaggio britannico in termini numerici era netto, la Grand Fleet ("Grande Flotta"), al comando di Jellicoe, di base a Scapa Flow, all'estremità settentrionale della Scozia, disponeva di 28 corazzate monocalibro e 10 incrociatori da battaglia, mentre la germanica Hochseeflotte, con sede nella base di Wilhelmshaven, disponeva di 16 corazzate monocalibro e 5 incrociatori da battaglia. L'Hochseeflotte era stata comandata in una fase iniziale dall'ammiraglio Friedrich von Ingenohl per poi passare, agli inizi del 1916, sotto il comando dell'ammiraglio Hugo von Pohl, che lasciò a sua volta il comando all'ammiraglio Reinhard Scheer.
La flotta inglese godeva di un'indiscutibile superiorità numerica ma non era altrettanto netta la differenza in termini di prestazioni delle singole unità, che semmai era a favore dei tedeschi. Alla battaglia parteciparono quattro delle nuovissime navi da battaglia della classe Queen Elizabeth con cannoni da 381 mm, allora i più potenti, uscite da Rosyth insieme alla squadra di incrociatori da battaglia dell'ammiraglio David Beatty, accreditate di una velocità di 24-25 nodi contro i 21 delle similari unità tedesche.
Anche gli incrociatori da battaglia britannici erano accreditati di una velocità leggermente superiore ai loro omologhi tedeschi, dell'ordine di 2 nodi, 27-28 nodi contro 26, ma quando in una fase della battaglia la squadra di Beatty tenterà di attirare gli incrociatori da battaglia tedeschi verso la Grand Fleet, non riusciranno a prendere le distanze da questi. Anche le comunicazioni tra il quartier generale e la squadra britannica non erano ottimali, tanto che alcuni messaggi decrittati dalla Room 40 non pervennero in tempo utile a Jellicoe.
Le navi da battaglia pre-dreadnought del II. Geschwader (II squadra da battaglia) dell'ammiraglio Mauve non facevano parte del piano originale per la loro obsolescenza e lentezza, ma, considerando il previsto minore impegno della missione, si decise di includerle nella linea da battaglia tedesca all'ultimo momento, anche per mantenere alto il morale degli equipaggi di queste navi (il mancato utilizzo sarebbe stata una fin troppo evidente prova della loro sostanziale inutilità in una battaglia con navi più recenti).

## Battaglia

### Prima fase

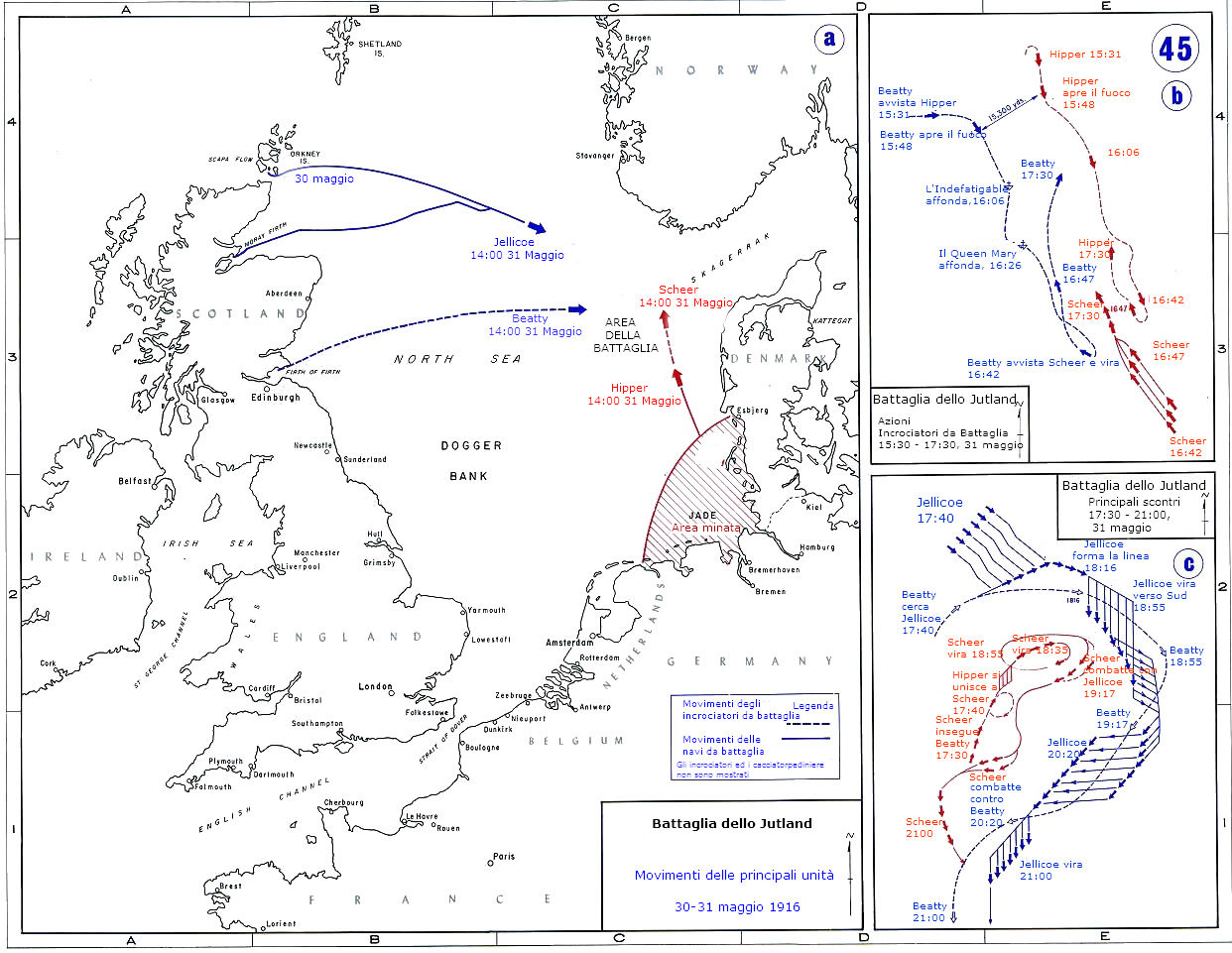
Schema della battaglia dello Jutland

Tra le 22 e le 22:30 del 30 maggio 1916, la Grand Fleet, allertata dalle decrittazioni della Room 40, uscì dalle sue basi di Scapa Flow, Cromarty e Rosyth. 
La notte del 30 maggio 1916 il I. Aufklärungsgruppe (I Gruppo da ricognizione) di Hipper rimaneva all'ancora nell'estuario dello Jade. Il mattino dopo, alle 02:00 CET, le navi si diressero, lentamente, verso lo Skagerrak a una velocità di 16 nodi.
Un'ora e mezzo dopo, la Hochseeflotte al comando dell'ammiraglio Scheer, lasciò lo Jade; la flotta era composta da 16 navi da battaglia. 
I sommergibili tedeschi, appostati fuori dalle basi britanniche, non riuscirono a intercettare le navi da battaglia, e inviando informazioni contrastanti, indussero Scheer a credere che solo alcune unità della Grand Fleet fossero in mare.
Alle 14:15 l'incrociatore leggero HMS Galatea avvistò un piroscafo danese, il N.J. Fjord (la Danimarca era un paese neutrale) che era stato fermato dall'incrociatore leggero tedesco SMS Elbing, rapidamente le unità avversarie si riconobbero e avvisarono le rispettive flotte esploratrici.
Alle 15:34, la squadra di Hipper avvistò la flotta d'incrociatori da battaglia di Beatty. Le navi tedesche aprirono il fuoco (15:45) per prime, alla distanza di 14000 m. Quando le navi britanniche risposero al fuoco, errori di comunicazione fra gli incrociatori da battaglia britannici portarono il New Zealand e il Tiger a ingaggiare insieme il Moltke. I telemetristi britannici sbagliarono la distanza delle navi tedesche e la prima salva cadde alcune miglia dietro ai bersagli. Alle 16:52, il Moltke colpì il Tiger con due proietti dei cannoni principali, ma senza infliggere danni significativi. Il Moltke lanciò un'ulteriore salva di quattro proietti, due dei quali colpirono, simultaneamente, le torrette centrale e poppiera, mettendole entrambe fuori uso per la maggior parte della battaglia.

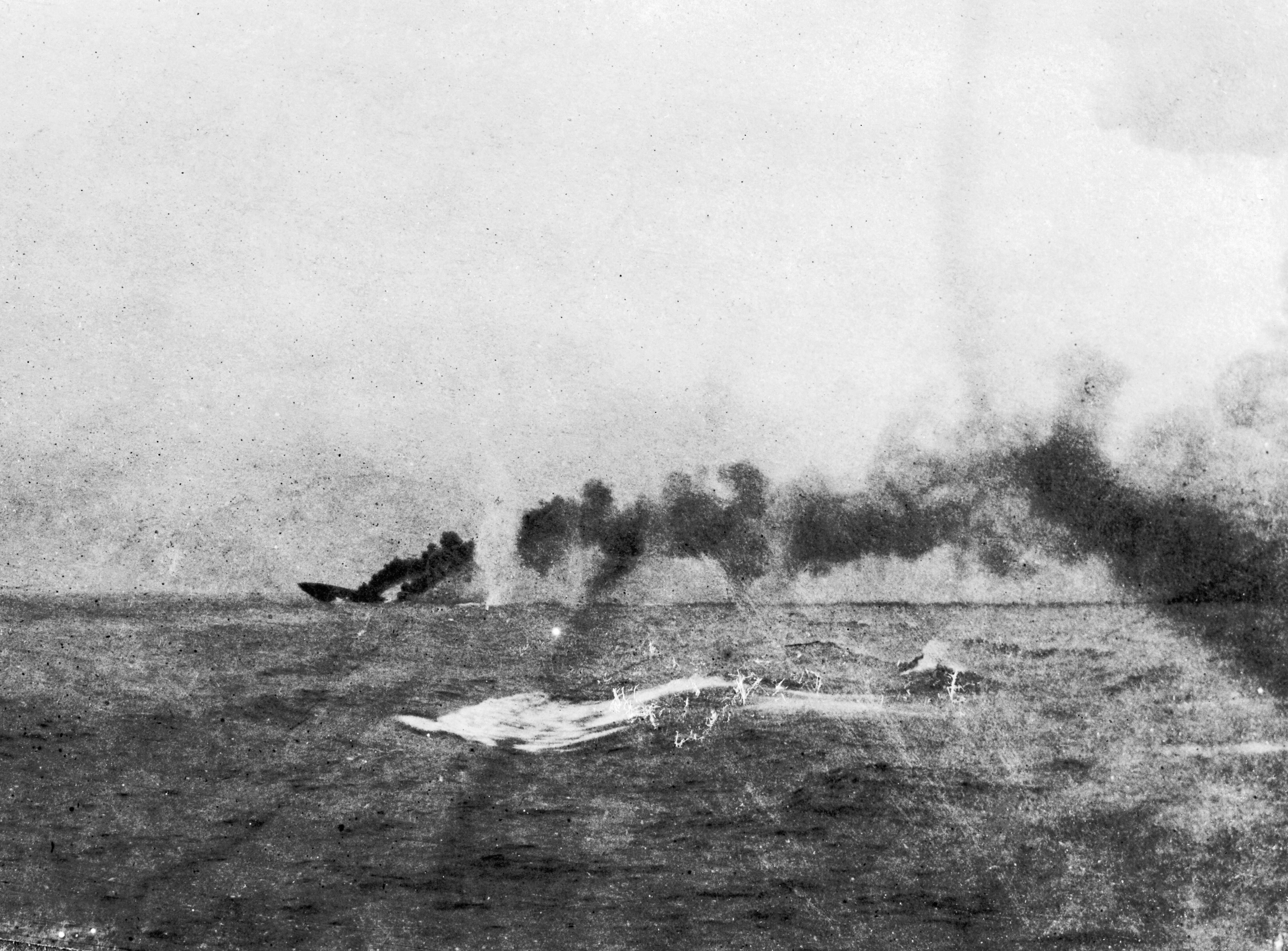
L'affondamento dell'Indefatigable

Circa 15 minuti dopo, l'incrociatore da battaglia HMS Indefatigable fu distrutto dal fuoco dell'incrociatore SMS Von der Tann. A questo punto, gli incrociatori da battaglia di Hipper entrarono nel raggio d'azione del 5th Battle Squadron (V squadrone da battaglia), formato dalle nuove navi da battaglia della classe Queen Elizabeth, che erano dotate di cannoni da 381 mm. Alle 17:06, la HMS Barham aprì il fuoco sul Von der Tann. Fu seguita, pochi minuti dopo, dalla HMS Valiant, dalla HMS Malaya, e dalla HMS Warspite, che concentrarono il loro fuoco sul Von der Tann e sulla Moltke.
Il Von der Tann e il Moltke cambiarono rotta e velocità, per sfuggire al tiro del V squadrone e ottennero una breve tregua dal fuoco britannico. Mentre il Moltke e il Von der Tann attiravano il fuoco della V squadrone da battaglia, il Seydlitz e il Derfflinger poterono concentrare il fuoco sugli incrociatori da battaglia britannici; tra le 17:25 e le 17:30, almeno cinque proietti della Seydlitz e della Derfflinger colpirono il Queen Mary, causando una catastrofica esplosione che distrusse la nave.
Beatty, dopo l'avvistamento delle navi di Scheer, ordinò alla sua squadra di invertire la rotta della verso nord, cercando di attirare la flotta tedesca verso la Grand Fleet al completo.

### Seconda fase
Per le 18:10 anche la squadra di Hipper invertì la rotta per inseguire la squadra di Beatty. Ne seguì una fase di fuoco a distanza tra la retroguardia di Beatty, formata dal 5th Squadron e la squadra di Hipper, a cui si aggiunse l'avanguardia della Hochseeflotte, la I squadra da battaglia.
Scheer stava considerando di ritirarsi prima del tramonto per evitare gli attacchi notturni delle torpediniere. L'incontro delle sue avanguardie con la Grand Fleet, pose fine alla questione, rendendogli impossibile la ritirata a meno di sacrificare le lente corazzate della II squadra da battaglia, oppure coprirne la ritirata con le sue unità migliori, rischiandole contro la superiore potenza di fuoco avversaria Invece, Scheer ordinò alle sue navi di virare di 16 quarte a dritta, in modo da porre le corazzate pre-dreadnought sul lato opposto del fuoco avversario.
Poco dopo, alle 18:30, la linea da battaglia tedesca incontrò i cacciatorpediniere HMS Nestor e HMS Nomad, che erano stati danneggiati e andavano alla deriva. Le navi della classe Kaiser colpirono il Nomad e lo affondarono rapidamente. Il Nestor fu egualmente affondato dalle navi del III. Geschwader.
Gli incrociatori da battaglia tedeschi eseguirono la manovra richiesta, che li portò a poppa del König. Gli incrociatori di Hipper, che avevano subito duri colpi, ebbero un momento di respiro, e le incertezze sulla posizione e la rotta delle navi di Scheer portarono l'ammiraglio Jellicoe a dirigere le sue navi verso est, per intercettare quella che era la probabile rotta di fuga delle navi tedesche. Invece la flotta tedesca si dirigeva verso ovest, ma Scheer ordinò un'altra inversione di rotta, che la riportò al centro della flotta britannica. Sotto il diluvio di fuoco delle navi britanniche, Scheer comprese che solo la fuga avrebbe consentito di salvare il grosso della sua flotta. Pertanto inviò la Moltke, il Von der Tann, il Seydlitz, e il Derfflinger contro la linea britannica, tentando di scompaginarne la formazione e guadagnare tempo per poter ritirarsi.

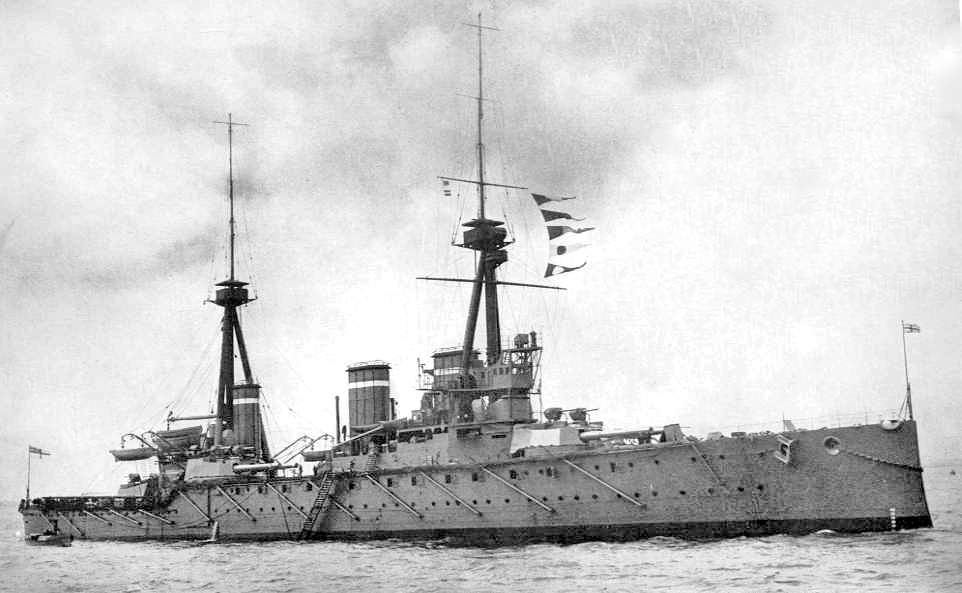
L'incrociatore da battaglia Invincible

Per le 19:24, il 3rd Battlecruiser Squadron (terza squadra incrociatori da battaglia) si ricongiunse con le unità rimanenti della squadra di Beatty di fronte alla linea tedesca. Le navi britanniche avvistarono per primi il Lützow e il Derfflinger e iniziarono a colpirli. In otto minuti, l'incrociatore da battaglia HMS Invincible centrò con otto proietti il Lützow. Contemporaneamente il Lützow e il Derfflinger concentrarono il tiro sul proprio avversario, e alle 19:31, il Derfflinger lanciò l'ultima salva contro l'Invincible. Subito dopo, la santabarbara di prua esplose e la nave sparì in una sequenza di enormi esplosioni.
Alle 20:17 gli incrociatori tedeschi erano a soli 7 000 m dall'HMS Colossus, a questo punto Scheer li diresse verso l'avanguardia della linea britannica. Tre minuti dopo, virarono in ritirata, coperti da un attacco di torpediniere.
La flotta tedesca era riuscita, di nuovo, a disimpegnarsi dalla Grand Fleet. Una pausa nella battaglia permise alle navi tedesche danneggiate di eliminare i rottami che interferivano con i cannoni, spegnere gli incendi, riparare i sistemi di puntamento e segnalazione e preparare le fotoelettriche per il combattimento notturno. Nel frattempo la flotta tedesca si era ben schierata in ordine inverso e alle 21:00 le avanguardie leggere tedesche entrarono in contatto con quelle britanniche. Il rinnovato scambio di artiglieria fu segnalato a Beatty, che inviò i suoi incrociatori verso est. Per le 21:09, avvistò gli incrociatori da battaglia tedeschi e si portò a 7800 m di distanza prima di aprire il fuoco alle 21:20. L'attacco britannico colse di sorpresa Hipper, che si stava trasferendo sul Moltke dalla torpediniera SMS G39. Le navi tedesche risposero al fuoco con tutti i calibri disponibili e alle 21:32 colpirono, nella notte, sia il Lion sia il Princess Royal.
La manovra degli incrociatori da battaglia tedeschi costrinse la I squadra da battaglia a virare verso est per evitare la collisione, questa manovra portò la seconda squadra da battaglia direttamente dietro agli incrociatori e impedì alle navi inglesi di inseguire gli incrociatori pesanti tedeschi quando questi virarono verso sud. Gli incrociatori da battaglia di Beatty aprirono il fuoco sulle vecchie corazzate della seconda squadra da battaglia tedesca che virarono verso sud-ovest per utilizzare tutti i propri cannoni verso gli incrociatori britannici. Questo contatto durò soltanto alcuni minuti prima che l'ammiraglio Mauve facesse virare le sue navi 8 quarte a dritta; le navi britanniche non inseguirono le vecchie corazzate tedesche.

### Gli scontri notturni

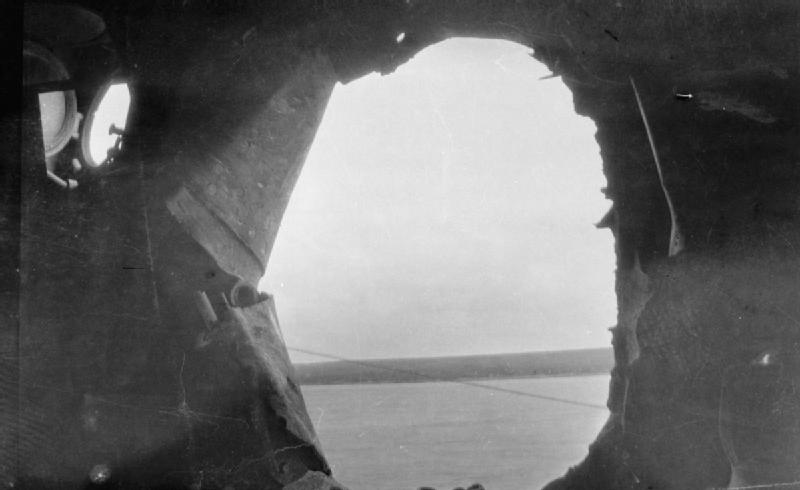
Danni sull'incrociatore leggero HMS Castor

Alle 21:40 la squadra di Beatty cessò il fuoco, questo fu l'ultimo scontro della battaglia tra le flotte. Durante la notte seguente avverranno numerosi brevi e fortuiti scontri tra il naviglio sottile e alcune navi da battaglia, ma entrambe le flotte eviteranno lo scontro notturno: la flotta tedesca cercando di incrociare la rotta di quella britannica per tornare verso i propri porti, quella britannica eviterà il combattimento notturno per non perdere il vantaggio numerico e si dirigerà verso sud nel tentativo di intercettare la flotta avversaria il mattino dopo.
Le rispettive flotte di cacciatorpediniere furono inviate in cerca della flotta nemica, quelle tedesche non riuscirono a trovarla, mentre il naviglio leggero britannico incrociò più volte, durante la notte, la flotta tedesca senza, però, riuscire a portare un attacco coordinato.
Un primo scontro di incrociatori leggeri, alle 22:13, si risolse in pochi minuti di fuoco, illuminato dalle fotoelettriche, fra l'HMS Castor e il SMS Elbing e il SMS Hamburg.
Per le 22:15, Hipper fu finalmente in grado di trasferirsi sulla Moltke, e ordinò alle sue navi di dirigersi a 20 kn verso la testa della linea tedesca. Solo la Moltke e la Seydlitz furono in grado di obbedire; la Derfflinger e la Von der Tann riuscivano a sviluppare al massimo 18 kn, e quindi rimasero indietro. La Moltke e il Seydlitz, mentre avanzavano verso la testa della linea tedesca, incrociarono l'incrociatore leggero Stettin, che dovette rallentare drasticamente per evitare la collisione. Questa manovra costrinse gli incrociatori Frauenlob, Stuttgart, e München a virare a sinistra, portandoli in contatto con la seconda squadra di incrociatori leggeri britannica; da una distanza di 730 m, gli incrociatori si scambiarono un fitto fuoco d'artiglieria. Il contrammiraglio Ludwig von Reuter decise di attirare gli incrociatori britannici verso il Moltke e il Seydlitz, ma gli incrociatori britannici, gravemente colpiti, si ritirarono.
Mentre si stavano ritirando, l'incrociatore leggero HMS Southampton silurò il Frauenlob che esplose. La formazione tedesca si scompaginò e nella confusione la Seydlitz perse di vista la Moltke. La Seydlitz non era più in grado di tenere i 22 kn della Moltke e così si sganciò per procedere verso il faro di Horns Rev autonomamente.
Attorno alle 23 le rotte delle due flotte s'incrociarono nella notte, non incontrandosi che per poche decine di minuti, senza che i due comandanti se ne rendessero conto.
Mentre le flotte maggiori si sganciavano, le squadre di cacciatorpediniere che seguivano la flotta britannica incontrano la flotta tedesca. Il primo a essere illuminato dalle fotoelettriche delle navi da battaglia tedesche, attorno alle 23:03, fu l'HMS Tipperary, inquadrato e affondato in pochi istanti dalla SMS Westfalen.
Seguì una mischia confusa dove diverse unità si speronarono e l'incrociatore leggero SMS Elbing affondò speronato dalla SMS Posen.
I cacciatorpediniere britannici si ritirarono per riorganizzarsi e tornare in rotta con la Grand Fleet ma, alla mezzanotte, incapparono di nuovo nella flotta tedesca: l'HMS Fortune venne inquadrato dalle fotoelettriche e distrutto dal fuoco delle navi nemiche. Attorno alle 01:10, l'incrociatore corazzato Black Prince, rimasto isolato, subì la stessa sorte. La Thüringen e la Nassau illuminarono l'incrociatore che venne colpito ripetutamente dalle batterie principali, affondando in breve tempo.
L'ultima unità britannica della 4th Destroyer Flotilla a essere annientata in questi scontri notturni fu il caccia HMS Ardent, distrutto dalla Westfalen. Attorno all'una la 9th Destroyer Flotilla, a cui si erano aggregate altre unità sbandate, avvistò, nel buio, alcune navi da battaglia. Non potendo identificarle decise di allontanarsene. La manovra evasiva non riuscì completamente, e il caccia HMS Turbolent fu inquadrato dalle fotoelettriche e distrutto dal fuoco tedesco.
L'ultima azione della battaglia, nel chiarore dell'alba del primo giugno, fu effettuata dalla 12th Destroyer Flotilla che avvistò la flotta tedesca e iniziò la manovra per attaccarla con i siluri. L'attacco delle torpediniere riuscì a colpire la SMS Pommern, che si spezzò in due affondando. Dopo la perdita alle 2:10 della Pommern, alle 02:47, anche l'incrociatore da battaglia Lützow, che era sommerso fino al ponte superiore, fu evacuato dall'equipaggio e affondato con due siluri dalla torpediniera G38. La nave era circa 60 km a nord -est del faro di Horns Rev quando affondò.

## Risultato e conseguenze

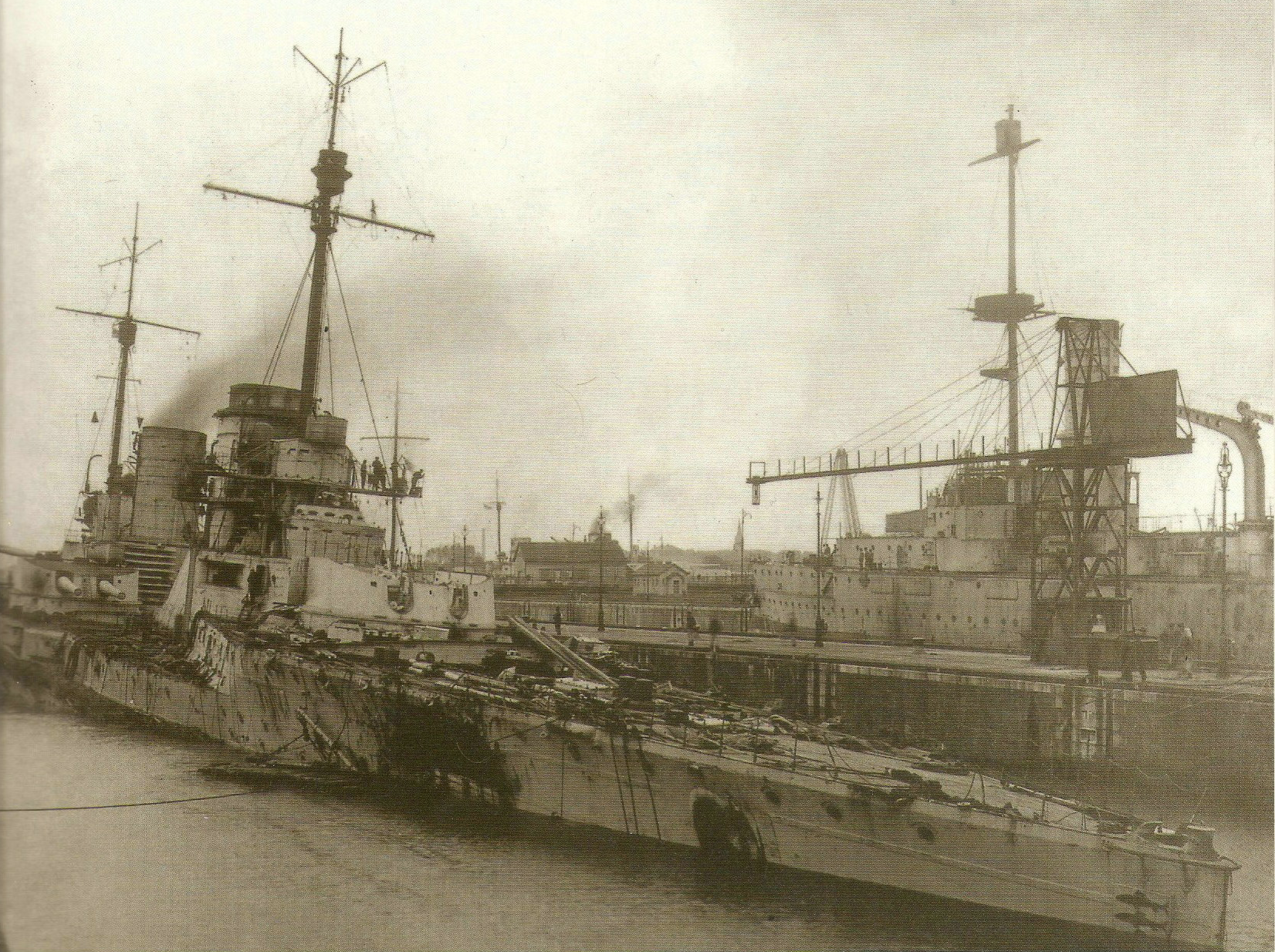
La SMS Seydlitz semidistrutta in bacino di carenaggio dopo la battaglia, con la torre prodiera sventrata e 5 000 tonnellate d'acqua imbarcate. A bordo si ebbero 98 morti e 55 feriti.

Nonostante la superiorità britannica (la proporzione tra le flotte era di 151 unità contro 99 e di 60 000 uomini contro 36 000), e il vantaggio di conoscere in anticipo le mosse del nemico grazie alla decifrazione dei messaggi radio, i britannici persero tre incrociatori da battaglia, contro uno solo tedesco e una obsoleta nave da battaglia pre-dreadnought e più del doppio degli uomini (6 768 caduti britannici contro i 3 058 tedeschi) per un totale di 115 000 tonnellate britanniche contro 61 000 tonnellate tedesche.
L'alto numero di morti da parte britannica è spiegabile dal fatto che l'Indefatigable, l'Invincible e la Queen Mary esplosero in seguito all'innesco delle cariche dei proiettili delle torrette centrali, inabissandosi così rapidamente da impedire il recupero degli equipaggi, mentre da parte tedesca le perdite furono limitate poiché le navi tedesche ben resistettero al fuoco dei cannoni britannici; persero soltanto l'incrociatore da battaglia Lützow, la nave di linea Pommern (silurata), gli incrociatori leggeri Wiesbaden, Elbing, Frauenlob, Rostock, nonché cinque torpediniere. Con la perdita di tre grandi incrociatori da battaglia, tre incrociatori corazzati, e otto cacciatorpediniere la flotta britannica subì sicuramente un grave smacco, senza però che l'efficienza generale della flotta e i rapporti di forza venissero in alcun modo modificati. Una spiegazione va riferita anche alla migliore qualità del munizionamento tedesco e, soprattutto, al fatto che le navi inglesi, progettate per operare in tutti i mari del mondo, dovevano necessariamente dare maggiore importanza all'abitabilità a scapito della compartimentazione, quest'ultima era invece realizzata con molta più attenzione sulle navi tedesche, che pertanto erano in grado di incassare meglio i colpi di artiglieria messi a segno dai britannici.
La perdita di queste navi fu ancora più scottante, essendo stata subita in uno scontro d'artiglieria classico e per di più contro un avversario considerato impreparato per la mancanza di un'antica tradizione navale, inesperto e in svantaggio per ben due volte per numero di navi, capacità di tiro e potenza di fuoco: la battaglia scatenò un vero e proprio terremoto nella Royal Navy e nell'opinione pubblica inglese, senza che però l'ammiraglio Jellicoe venisse esonerato dal comando.

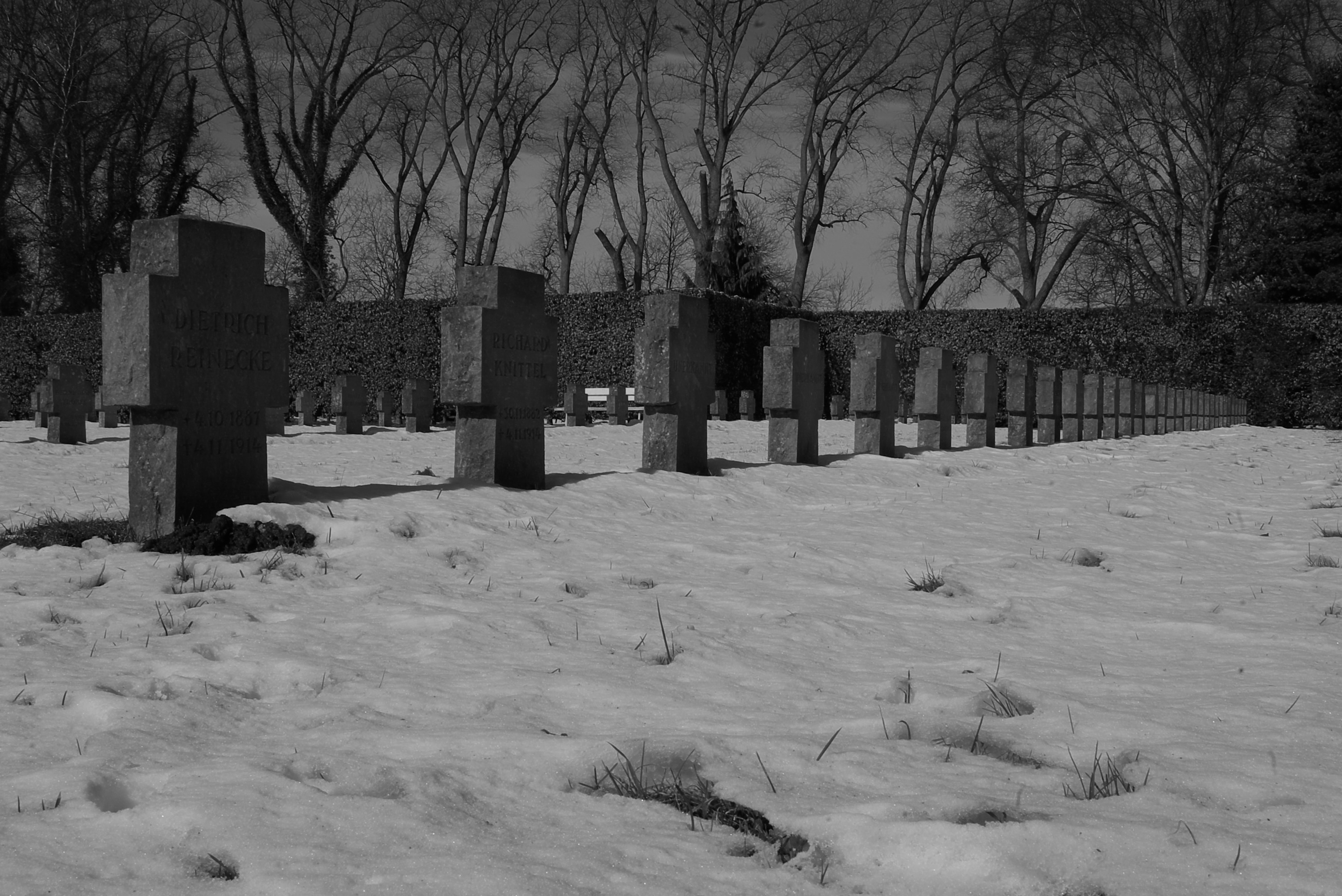
Tombe dei caduti della battaglia dello Jutland presso il cimitero di Wilhelmshaven

Infatti, nonostante l'evidente disparità tra le perdite in uomini e mezzi subiti, gli inglesi ottennero allo Jutland una vittoria strategica, anche se a un prezzo altissimo, rimanendo padroni del campo. Inoltre la Hochseeflotte non uscì più al completo dalle proprie basi fino al novembre 1918 e solo per compiere le clausole dell'armistizio che ne decretavano il trasferimento in Gran Bretagna.
Il 27 maggio, il sommergibile SM U-75 posò un campo di mine al largo delle Isole Orcadi, per insidiare la flotta britannica, una delle cui navi affondò, il 6 giugno, l'HMS Hampshire. Questa era scampata alla battaglia dello Jutland e trasportava Kitchener, diretto in Russia per una missione diplomatica. Solo 12 uomini sopravvissero nel mare in tempesta, mentre la perdita di Kitchener fu un duro colpo per lo sforzo bellico britannico.
Il 18 agosto 1916 la flotta tedesca d'alto mare, salpata quasi al completo per bombardare la cittadina inglese di Sunderland, provocare l'intervento della Grand Fleet e attirarla in una trappola, tornò alle basi non appena informata dagli Zeppelin di un concentramento di navi britanniche in avvicinamento, evitando quindi lo scontro.
Secondo alcune fonti, anche il morale della flotta tedesca era stato scosso dalla battaglia e il timore di nuovi scontri con le forze britanniche portò i marinai al limite dell'ammutinamento.
Le navi tedesche sfidarono la Grand Fleet britannica successivamente nei mesi di ottobre e novembre 1916, nel novembre 1917 e nell'aprile 1918.
Queste sortite non portarono ad alcuno scontro unicamente per un atteggiamento estremamente prudenziale dei vertici della marina di sua Maestà.
Dopo la battaglia dello Jutland, gli unici danni rilevanti portati dalla marina tedesca alle navi e al commercio britannico vennero dai sommergibili, il cui uso venne intensificato nell'anno successivo, riaprendo dal 1º febbraio 1917 la campagna sottomarina senza restrizioni contro le navi dirette in porti inglesi. Lo stesso Scheer, che pure non esitò a guidare nuove sortite della flotta di superficie, riteneva i sommergibili l'unico mezzo con cui riequilibrare le sorti della guerra sul mare.

## Cronologia della battaglia
- 31 maggio 1916
  - 14:18 l'incrociatore leggero Galatea avvista i cacciatorpediniere tedeschi B109 e B110
  - 14:28 il Galatea è la prima nave ad aprire il fuoco
  - 15:48 gli incrociatori da battaglia dell'ammiraglio Hipper aprono i fuoco su quelli inglesi[1]
  - 16:04 salta in aria l'incrociatore da battaglia Indefatigable
  - 16:26 esplode e affonda l'incrociatore da battaglia Queen Mary
  - 18:15 la Grand Fleet comincia a spiegarsi in ordine di battaglia[1]
  - 18:20 l'incrociatore corazzato Defence viene affondato; il Warrior, gravemente danneggiato, affonda in seguito
  - 18:33 salta in aria l'incrociatore da battaglia Invincible, ammiraglia di Hood
  - 18:36 la flotta tedesca inverte la rotta
  - 18:37 l'incrociatore da battaglia Lützow abbandona la linea di combattimento, gravemente danneggiato
  - 18:55 seconda inversione di rotta della Hochseeflotte
  - 19:13 Scheer lancia gli incrociatori da battaglia tedeschi nella «cavalcata della morte» per coprire il grosso della flotta
  - 19:16 terza inversione di rotta dei tedeschi
  - 19:20 cacciatorpediniere tedeschi attaccano la Grand Fleet
  - 19:22 l'ammiraglio Jellicoe ordina un'accostata per evitare i siluri tedeschi
  - 19:23 l'ammiraglio Hartog sospende la «cavalcata della morte» e inverte la rotta
  - 19:37 Jellicoe ordina l'accostata verso la flotta nemica
  - 20:18 tramonta il sole
  - 20:40 sospensione del fuoco da parte degli incrociatori da battaglia inglesi
  - 21:10 l'ammiraglio Scheer ordina alla Westfalen di riguadagnare la via di casa
  - 23:00 la Hochseeflotte attraversa la scia della Grand Fleet
- 1º giugno 1916
  - 1:10 la corazzata Thüringen distrugge in un fortuito scontro notturno l'incrociatore corazzato Black Prince che affonda con tutti gli 857 uomini d'equipaggio
  - 1:50 il Lützow viene affondato dagli stessi tedeschi dopo l'abbandono da parte dell'equipaggio
  - 2:10 la vecchia corazzata Pommern salta in aria.[59]

### Riferimenti
1. 1 2 3 4 5  (EN) Jutland, Battle of, in The Reader's Companion to Military History, Boston, Houghton Mifflin, 1996.
2. 1 2  Massie, pp. 556-557.
3. 1 2  Valzania, p. 46.
4. ↑  Valzania, p. 50.
5. 1 2 3  Valzania, pp. 50-51.
6. ↑  Valzania, p. 56.
7. ↑  Massie, p. 563.
8. 1 2 3  Massie, p. 575.
9. 1 2 3 4 5   Alberto Santoni, La battaglia dello Jutland, in Due secoli di guerra sul mare, vol. 2, Roma, Raffaele D'Aniello, 2012, ISBN 978-88-905614-2-9.
10. ↑  Lo HMAS Australia non prese parte alla battaglia perché in bacino per riparazioni
11. 1 2  Valzania, p. 58.
12. 1 2  Tarrant, p. 62.
13. 1 2  Giorgerini, p. 644.
14. ↑  Massie, p. 590.
15. ↑  Tarrant, p. 92.
16. ↑  Tarrant, p. 96.
17. ↑  Tarrant, p. 97.
18. ↑  Tarrant, pp. 100-101.
19. ↑  Valzania, p. 94.
20. ↑  Valzania, p. 103.
21. ↑  Valzania, p. 104.
22. ↑  Tarrant, p. 150.
23. ↑  Tarrant, p. 152.
24. ↑  Tarrant, pp. 152-153.
25. ↑  Campbell, p. 101.
26. ↑  Tarrant, pp. 155-156.
27. ↑  Tarrant, p. 163.
28. ↑  Tarrant, p. 165.
29. ↑  Tarrant, p. 173.
30. ↑  Tarrant,  pp. 147-149.
31. ↑  Tarrant, p. 179.
32. ↑  Tarrant, p. 181.
33. ↑  Tarrant, p. 193.
34. 1 2  Tarrant,  p. 195.
35. ↑  Tarrant,  pp. 195-196.
36. ↑  Valzania,  p. 165.
37. 1 2  Valzania,  p. 174.
38. ↑  Valzania,  pp. 175-176.
39. ↑  Tarrant,  p. 213.
40. ↑  Tarrant, pp. 213-214.
41. 1 2  Tarrant,  p. 214.
42. ↑  Valzania,  p. 178.
43. ↑  Massie,  p. 639.
44. ↑  Valzania,  pp. 178-179.
45. ↑  Massie,  pp. 642-643.
46. ↑  Valzania,  p. 181.
47. ↑  Campbell, p. 290.
48. ↑  Massie,  pp. 644-645.
49. ↑  Valzania,  pp. 187-188.
50. 1 2  Massie,  pp. 647-648.
51. ↑  Tarrant,  p. 249.
52. ↑  (EN) Geoffrey Bennett, The Battle of Jutland, Pen and Sword, 10 giugno 2015,  p. 141, ISBN 978-1-4738-4185-7. URL consultato il 15 agosto 2016.
53. ↑  Massie,  p. 666.
54. ↑  (EN) John Brooks, The Battle of Jutland, Cambridge University Press, 19 maggio 2016,  p. 543, ISBN 978-1-316-66855-9. URL consultato il 15 agosto 2016.
55. ↑  Jackson, p. 51.
56. 1 2  Massie, pp. 663-664.
57. 1 2  Valzania, p. 206.
58. ↑  Bruce, p. 143.
59. ↑  Valzania, appendice.